# Oplonia spinosa
Oplonia spinosa är en akantusväxtart som först beskrevs av Nikolaus Joseph von Jacquin, och fick sitt nu gällande namn av Constantine Samuel Rafinesque. Oplonia spinosa ingår i släktet Oplonia och familjen akantusväxter.

## Underarter
Arten delas in i följande underarter:
- O. s. insularis
- O. s. spinosa

## Bildgalleri

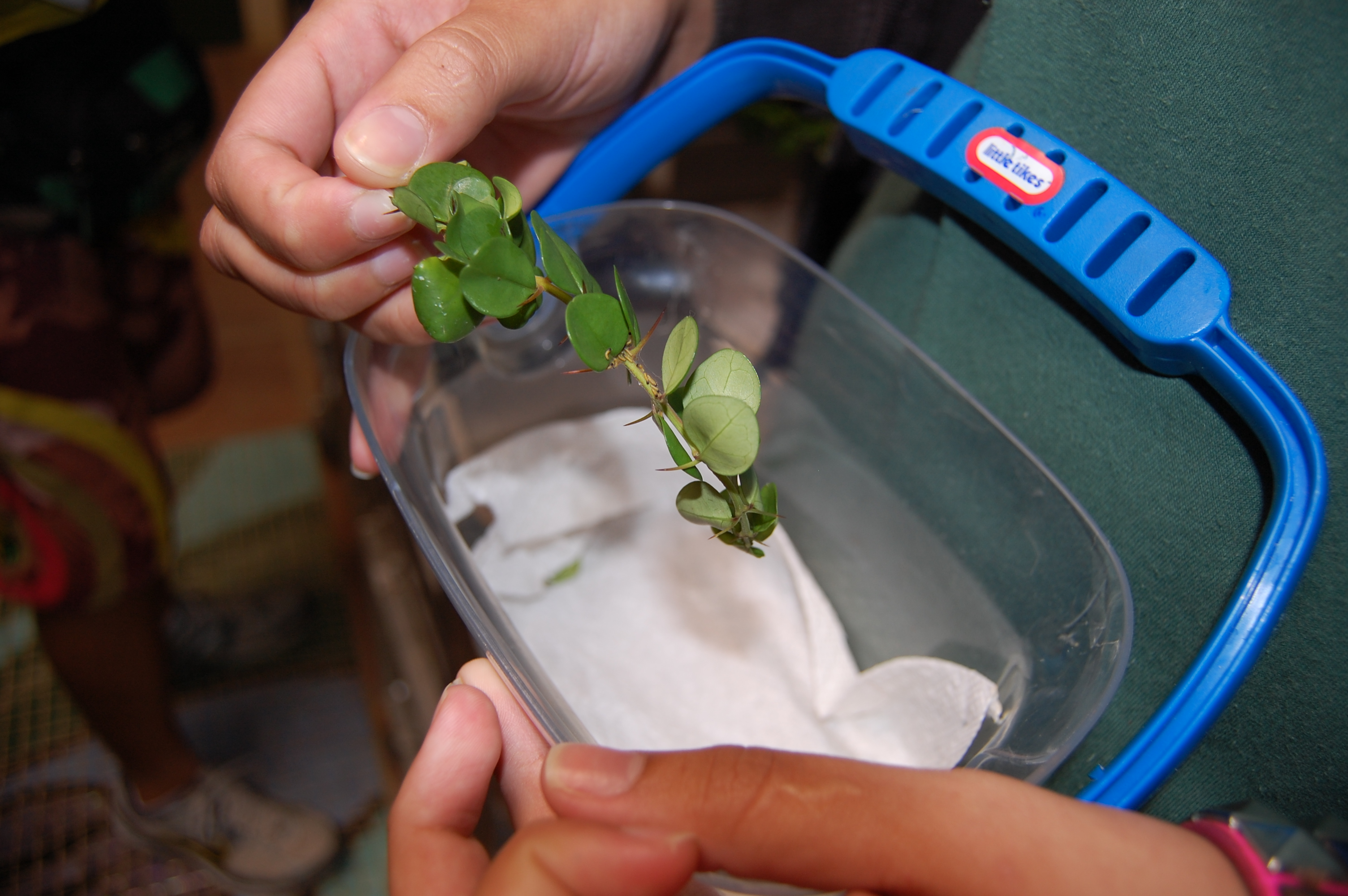